# Мустафа I (дей Алжиру)
Мустафа I (араб. مصطفى الأول; д/н — 1705) — 7-й дей Алжиру в 1699—1705 роках. Відомий також як Хаджи Мустафа.

## Життєпис
Був представником яничар або арабського ополчення. У 1699 року після зречення дея Хасана II обирається новим володарем Алжиру. Рушив з військом на допомогу Алі Ходже, бею Костянтини, що протистояв туніським військам на чолі з Мурад-беєм III. 1700 року в битві біля Джумаа Ель Еульма (поблизу м. Сетіф) завдав супротивникові рішучої поразки.
1701 року проти нього виступив марокканський султан Мулай Ісмаїл, що зміг зайняти західні області Алжирського бейлербейства. Втім у битві на річці Шеліфф Мустафа I завдав марокканцям тяжкої поразки, внаслідок чого Мулай Ісмаїл ледве врятувався. В результаті було підтверджено з Марокко угоду від 1692 року. Також було укладено мир з Тунісом, що зобов'язався сплачувати данину.
Втім у 1702 році новий туніський бей Ібрагім Шеріф відмовився переслати данину до Алжиру, що спричинило нову війну. У 1705 році здобув перемогу над тунісцями в битві біля міста Кеф, де було полонено Ібрагім шеріфа. За цим почалася облога Тунісу. Дею було запропоновано 150 тис. піастрів за зняття облоги, але він відмовився. Проте облога виявилася невдалою, внаслідок чого почався відступ до Алжиру.
По прибуттю до своєї резиденції наразився на заколот яничар, невдоволених туніським походом. Мустафа I намагався втекти, але був схоплений та страчений. Новим деєм обрали Гусейна Ходжу.